# Alt St. Remigius (Pronsfeld)

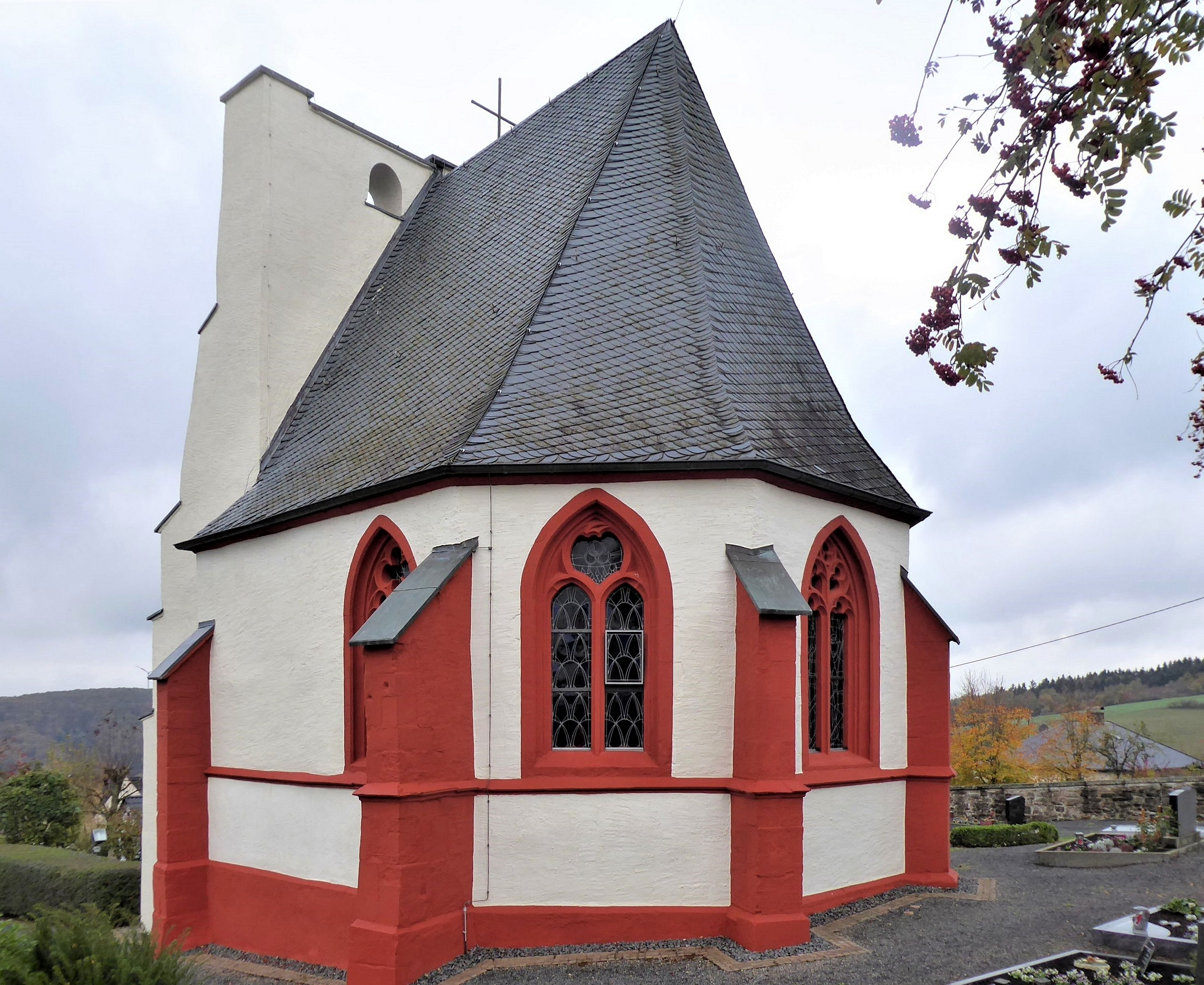
Alt St. Remigius in Pronsfeld

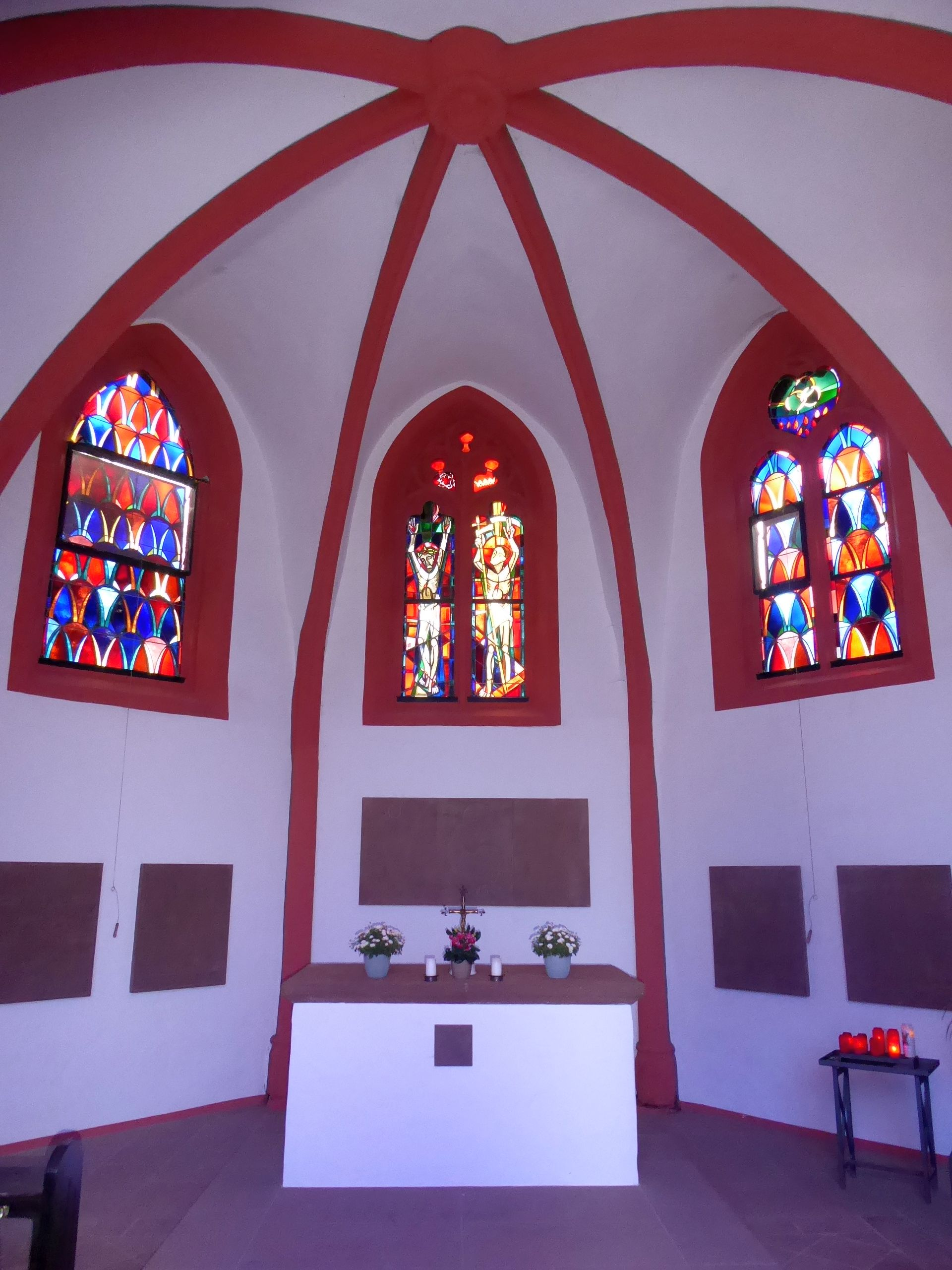
Innenraum

Die Kirche Alt St. Remigius ist die alte römisch-katholische Pfarrkirche der Ortsgemeinde Pronsfeld im Eifelkreis Bitburg-Prüm (Rheinland-Pfalz).

## Geschichte
Die ältesten Teile der alten Pronsfelder Pfarrkirche stammen aus der Zeit um 1300. Erhalten ist davon noch der Rest des Glockenturms. Dieser Glockenturm war im Osten an die einschiffige Saalkirche angebaut als so genannter Chorturm. Im Jahr 1498 wurde an den Turm ein neuer, gotischer Chor angebaut. Dafür wurde im unteren Turmbereich die Ostmauer durchbrochen. In den 1730er Jahren wurde das Kirchenschiff baufällig. Im Jahr 1738 wurde dieses renoviert und in barocken Formen umgebaut. In diesem Zustand blieb die Kirche bis zum Jahr 1921. Da in diesem Jahr die  Neue Pfarrkirche im Unterdorf errichtet worden war, wurde die Kirche bis auf den Turm und den Chor abgerissen. Ende des Zweiten Weltkrieges wurde vor allem der Turm durch Artilleriebeschuss stark beschädigt, was schließlich im Jahr 1948 zum teilweisen Einsturz des Turmes führte.
So sind heute noch der Chor und die Ostmauer des ehemaligen Glockenturms erhalten.

## Ausstattung
In den Resten der alten Kirche befinden sich zwei Grabplatten von 1604 und 1732, ein Sakramentshäuschen, eine Abbildung der Madonna von Stalingrad und ein Sandsteinaltar. Sehenswert ist auch das Kreuzrippengewölbe. Die alte Kirchenausstattung befindet sich seit den 1920er Jahren in der neuen Kirche St. Remigius.